# Fato e ato jurídico
Fato jurídico, segundo a doutrina, é todo acontecimento de origem natural ou humana capaz de criar, modificar, conservar ou extinguir um direito. Segundo a Teoria Tridimensional do Direito, de Miguel Reale, ao lado da norma e do valor, o fato é elemento constitutivo do próprio direito
Nem todo fato jurídico faz nascer o extinguir um direito, posto que algumas vezes atua sobre uma relação jurídica que já existe. "Fatos jurídicos seriam os acontecimentos, previstos em norma de direito, em razão dos quais nascem, se modificam, subsistem e se extinguem as relações jurídicas." "O fato jurídico em sentido amplo ou lato sensu é o elemento que dá origem aos direitos subjetivos, impulsionando a criação da relação jurídica" .
Ato jurídico é uma conduta ou um comportamento adotado por uma pessoa, é uma manifestação da vontade humana que produz efeitos jurídicos, causando a obtenção, modificação ou extinção de um direito, assim como no fato jurídico, mas dependente da manifestação da vontade humana.
O conceito de ato jurídico tem sua origem na doutrina alemã pandectista de finais do Século XVIII, tendo seu desenvolvimento em meados do Século XIX com as contribuições da Escola Histórica do Direito e da  Jurisprudência dos conceitos que muito influenciaram o Direito no resto do mundo, especialmente nos países de tradição continental.

## Conceito
É aplicado ao ato jurídico a mesma denominação que se dá para toda ação ou conduta humana, ela pode ser caracterizada como: lícita ou ilícita que tenha por finalidade eminente alcançar, mudar, garantir, modificar ou extinguir um direito. Os atos jurídicos aparecem dentro de um conceito mais amplo de fato jurídico, sendo um desdobramento deste.
Como já dito, os fatos jurídicos são acontecimentos em virtude dos quais as relações jurídicas nascem, se modificam e se extinguem. Estes acontecimentos podem ser naturais, quando se advêm de fenômenos naturais, isto é, independente da vontade humana, ou humanos, quando o produto dessa vontade, Assim, os fatos jurídicos em sentido amplo (lato sensu) dividem-se em fatos jurídicos em sentido estrito (os acontecimentos naturais) e em atos jurídicos (os acontecimentos) humanos). Assim, os atos jurídicos são manifestações de vontade humana que geram efeitos jurídicos,constituindo esses efeitos na criação. modificação ou extinção de relações jurídicas.

## Origem do Conceito
O conceito de fato e ato jurídico vem da obra de Savigny, tendo nascido junto com o conceito de relação jurídica. Embora os romanos não tenham realizado um sistema de direito, foi a partir da sistematização do direito romano e dos costumes que o conceito nasceu, a partir das contribuições pandectistas da Escola Histórica do Direito. Foi ´Savigny quem primeiro formulou em seu livro "System des heutigen römischem Rechts" (Sistema do Direito Romano Atual), lançado durante a década de 1840, que buscava da características sistemáticas ao Corpus Juris Civilis, ainda em vigor como direito subsidiário e através da Jurisprudência e dos costumes. Neste livro, Savigny conceituou relação jurídica como um vínculo de "pessoa a pessoa,determinada por uma regra de direito que confere a cada sujeito um domínio onde sua vontade reina independente de qualquer vontade estranha", aparecendo a noção de fato jurpidico como a causa da criação e extinção dessas relações.

## Espécies
Os fatos jurídicos em sentido amplo se dividem em dois: fatos jurídicos em sentido estrito (fatos naturais) e ato jurídico (fatos humanos). já os atos jurídicos dividem-se em atos lícitos e ilícitos. Quanto aos atos lícitos, existem dias correntes doutrinárias, denominadas "unitária" e "dualista". Para a primeira, a categoria básica e única definidora do ato jurídico é a manifestação da vontade. inexistindo, portanto, razão para distinguir meros atos de negócios jurídicos. Para a segunda corrente, interessa, além da manifestação da vontade, a "intenção" dessa vontade, isto é, o que ela visa. Assim, os atos jurídicos aos quais a lei permite a intenção da pessoa module seus efeitos são chamados de negócios jurídicos e aqueles aos quais a lei não franqueia essa possibilidade, definindo já ela todos os seus efeitos, são chamados de atos jurídicos em sentido estrito (ou meros atos). Esta última corrente, a dualista é a majoritária.

### Fato jurídico em sentido estrito
Fato jurídico em sentido estrito, por via de regra, é aquele oriundo de uma ordem de fenômenos naturais, sem a presença afirmativa da intervenção da vontade humana e que produz efeito jurídico. Classifica-se em "ordinário" e "extraordinário".
- Do Ordinário: O Direito se apresenta no ato da apropriação do bem, ou da ocorrência do mesmo por seu titular de maneira direta e objetiva, mesmo que este venha a agir sozinho sem a interferência de terceiros ou por inércia do seu titular não contribuindo para o surgimento do ato ordinário o mesmo poderá ocorrer, atribuindo as devidas consequências nas relações jurídicas. Alguns exemplos para melhor conceituar os fatos jurídicos naturais ordinários; Seria a morte do indivíduo que é a extinção da personalidade jurídica do homem, assim como a abertura das obrigações para os diretamente ligados ou vinculados juridicamente como sucessores do indivíduo falecido, e também o nascimento, com ele temos o estabelecimento da personalidade jurídica, outorgando direitos e deveres intrínsecos à vida.

- Do Extraordinário: São atos que apresentam como características a sua eventualidade, ou seja, a não repetição dos atos. Exibindo ainda como critérios de caracterização dois requisitos sendo eles: caso fortuito ou força maior e "factumprincipis". No que se refere ao caso fortuito ou força maior, entende-se que o mesmo, encontra-se alicerçado na impossibilidade de evitar o acontecimento e na ausência de culpa para a colaboração do fato por meio das partes envolvidas na relação afetada, nesse caso serão desobrigadas as partes da responsabilidade acordada anteriormente. É interessante mencionar que na força maior a causa do ocorrido não é desconhecida, podendo ser causas naturais, apenas impossíveis de serem evitadas, é o caso de um raio, por exemplo, que chega a provocar uma descarga de energia matando alguém, ensejando graves prejuízos. Já no caso fortuito, a ideia central é de que um pode ser proveniente de causas tanto conhecidas como desconhecidas, ressaltando a possibilidade de até mesmo ter a interferência de um terceiro surgir impossibilitando o cumprimento da execução da obrigação. Seria o caso, por exemplo, de uma transportadora não ter a sua carga devidamente entregue na hora acordada por conta de um acidente ocasionado por um motorista embriagado que acarretou no fechamento do trânsito por alguns momentos. Por fim temos o "factumprincipis" este ato tem como capacidade a alteração das relações jurídicas já celebradas, porém, essa intervenção não se dá por agente naturais nem dotados de personificação, e sim através da atuação proveniente do Estado titular do exercício desse ato. Tal interferência se configura quando o Estado, independentes de seus motivos, mas munido de interesse público devidamente observado, entende de interferir numa relação jurídica de âmbito eminentemente privado, acarretando assim alterações em relações já vigentes. Uma boa forma de exemplificar essa inversão de valores seria pensar no caso de uma decisão de desapropriação de toda uma área por parte do Estado, com a intenção de construção de um metrô, provocando uma enorme alteração no local, pois teremos que ressarcir tantos os moradores que irão mudar de endereço sofrendo prejuízos reais com essa mudança, assim como os proprietários de negócios no local, ambos precisaram ser indenizados pelo Estado o agente individual dessa ação, titular absoluto dessa demanda.

"Todo fato jurídico em que, na composição do seu suporte fático, entram apenas fatos da natureza, independentes de ato humano como dado essencial."

### Ato jurídico
Ato jurídico em sentido amplo (lato sensu) é o fato que produz efeitos jurídicos, decorrente da vontade humana. Trata-se de duas vontades distintas: a primeira diz respeito ao comportamento a ser realizado; a segunda se refere diretamente aos efeitos jurídicos produzidos, ou melhor, à possibilidade de modificação ou determinação da repercussão jurídica que terá determinado ato.
Ele se divide em ato jurídico em sentido estrito (stritu sensu), negócio jurídico e ato ilícito

### Atos jurídicos em sentido estrito (stricto sensu)
Os "Atos jurídicos em sentido estrito (stricto sensu)", são aqueles que independem da vontade humana, nos quais os efeitos jurídicos já estão previstos em lei. Nesse tipo de ato a manifestação da vontade não se subordina ao campo da autonomia privada, ou seja, o agente não possui a faculdade de moldar os efeitos que sua manifestação de vontade produzirá.
Um exemplo que ilustra essa ausência de autonomia do agente nessa espécie de ato jurídico é o reconhecimento de filho. O Estatuto da Criança e do Adolescente, em seu artigo 26, permite que este filho seja reconhecido de vários modos: no próprio termo de nascimento, por testamento, mediante escritura, etc. Nesse caso, o agente não possui a autonomia de modificar os efeitos do reconhecimento da paternidade, excluindo o filho reconhecido da herança legal, por exemplo. Dessa forma, não existirá autonomia privada dependendo da intenção da vontade do agente, visto que do "ato jurídico em sentido estrito (stricto sensu) surgem efeitos jurídicos já previstos na lei e que não podem ser afastados ou modificados, bem coo nenhum outro efeito pode ser acrescentado.
Alguns autores nacionais de renome como Maria Helena Diniz e Orlando Gomes, subdividem os "atos jurídicos em sentido estrito" em  "Atos materiais ou reais", que consistem na atuação da declaração de vontade que lhes dá existência imediata, não possuindo destinatário,e em "Participações", que são declarações de vontade para a ciência ou comunicação de intenções ou fatos para outras pessoas, possuindo existência mediata.
"atos meramente lícitos, em que o efeito jurídico alcançado não é perseguido pelo agente."

### Ato Ilícito
"Em direito existe um dever legal amplo de não lesar, a que corresponde uma obrigação de indenizar por parte de quem infringiu (..)"
O ato ilícito é derivado da manifestação da vontade humana, sendo praticado em desacordo com a ordem jurídica, violando direito subjetivo. Assim, é ato praticado com a infração de um dever legal ou contratual, resultando dano para outrem, o que gera o dever de indenizar. O ato ilícito produz efeitos jurídicos não desejados pelo agente, mas impostos pela lei.
Sendo assim, o ato ilícito é uma conduta praticada por uma pessoa, subordinada ao ordenamento jurídico, que contraria uma norma jurídica. Está classificado entre os atos jurídicos porque o agente realiza dolosa ou culposamente uma ação. No entanto os efeitos não são aqueles por ele esperados.
São exemplos de atos ilícitos: ladrão que furta um veículo desejando tornar-se proprietário. O fim desejado é ofuscado pelo dever de reparar o dano causado; Aquele que sofre o esbulho tem o direito de ser reintegrado em sua posse, bem como ser indenizado.

### Negócio Jurídico
Os "Negócios jurídicos", ao contrário dos atos jurídicos em sentido estrito, condicionam seus efeitos jurídicos, principalmente, à livre manifestação de vontade das apartes.

## Classificação
- "Fato Aquisitivo": É todo fato que cria o direito.
- "Fato Modificativo": É todo fato que modifica o direito.
- "Fato Extintivo": É todo fato que extingue o direito.
- "Fato Conservativo": É todo fato que conserva o direito
- "Fato Natural": É aquele que ocorre sem a intervenção da vontade do agente, decorre de um fenômeno natural (fato jurídico stricto sensu). Os fatos jurídicos naturais podem ser: ordinários, como o nascimento e a morte; ou extraordinários(caso fortuito ou força maior), como tempestades e furacões. Todos esses eventos geram efeitos jurídicos.
- "Fato Humano": Os fatos humanos, ou atos jurídicos em sentido amplo,compreendem: os atos jurídicos em sentido estrito ou meramente lícitos, cujos efeitos jurídicos derivam fundamentalmente da lei, como o registro civil; e os negócios jurídicos, nos quais os efeitos são resultado principalmente da manifestação da vontade das partes, como o contrato. Os fatos jurídicos humanos podem ser ainda lícitos, quando realizado em conformidade com o ordenamento jurídico, ou ilícitos, quando realizado em desconformidade com o ordenamento jurídico.

O fato jurídico humano pode ser "voluntário", quando os efeitos são gerados pelo agente, e "involuntário", se acarretar consequências jurídicas alheias a vontade do agente.